# Zonneliedkerk
De Zonneliedkerk is de protestantse kerk van Venray, gelegen aan De Kiosk 6.

## Geschiedenis
Oorspronkelijk werd deze kerk gesticht ten behoeve van de in de jaren '70 van de 20e eeuw gebouwde woonwijk Brukske. Er werd een rectoraat gesticht en dat zou worden bediend door de Paters Franciscanen. In 1977 kwam de kerk gereed, die in hetzelfde jaar tot parochiekerk werd verheven. Het ontwerp was van architectenbureau Lerou.
Aanvankelijk zouden de Franciscanen er een kleine kloostergemeenschap vestigen om in de wijk aan zielzorg te doen, doch dat ging niet door en in 1982 vertrokken de Franciscanen. 
Sedertdien werd de kerk bediend vanuit de naburige parochie Onze-Lieve-Vrouw van Smarten. Allengs namen de parochiële activiteiten af en in 1994 werd het gebouw verkocht aan de toenmalige (protestantse) SOW-kerk, die met 700 gemeenteleden toe was aan een nieuwe kerk. Ze hadden zich tot dan toe moeten behelpen met schoolkantines en dergelijke. De naam van de kerk bleef gehandhaafd en in 2004 werd het een PKN-kerk.

## Gebouw
Het betreft een laag, sober, modernistisch kerkgebouw in witte baksteen. De basisvorm is zeshoekig. Van belang zijn de drie Franciscusreliëfs door Reinald Rats. Een toren is afwezig.